# Chœur des bohémiennes
Pour les articles homonymes, voir Chœur et Bohémien.
Le Chœur des bohémiennes (Noi siamo zingarelle, en italien) est un air d'opéra pour chœur et orchestre symphonique, du compositeur italien Giuseppe Verdi, de son opéra La traviata de 1853. Il est interprété dans la scène 2 du 2e acte par un chœur de bohémiennes. Ce chef-d'œuvre du maestro fait partie de ses airs les plus célèbres, avec entre autres le Chœur des gitans du Trouvère, Va, pensiero de Nabucco, La donna è mobile de Rigoletto, Libiamo ne' lieti calici de La traviata, ou encore la Marche triomphale d'Aida.

## Histoire
Ce célèbre air d'opéra du 2e acte scène 2 de ce célèbre opéra romantique du XIXe siècle est inspiré de l'air du Chœur des gitans de l'opéra Le Trouvère de Verdi, de la même époque.  

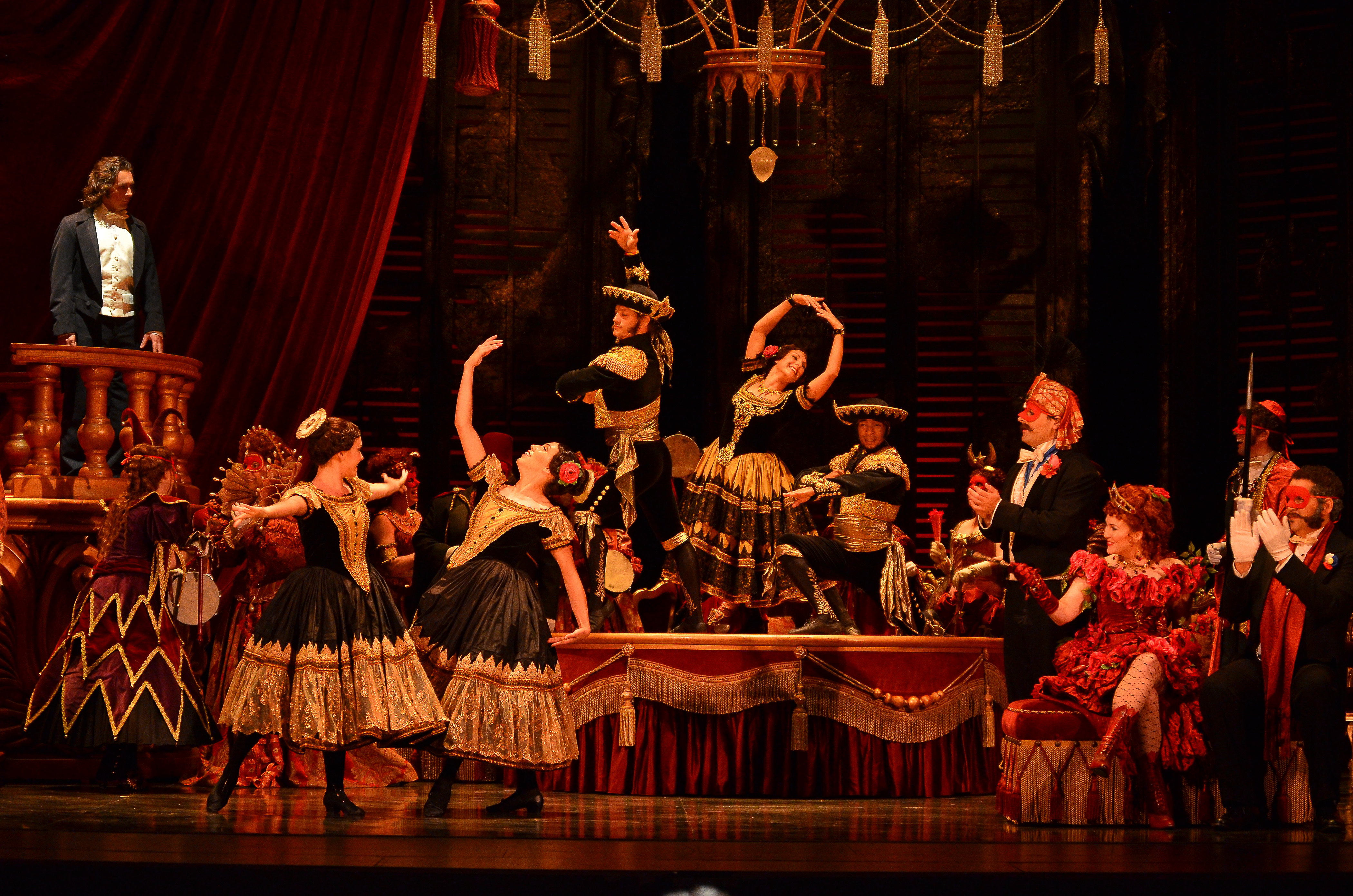
Le Chœur des bohémiennes du Florida Grand Opera de Miami.

Résumé du 2e acte scène 2 : Violetta (courtisane de salons parisiens, inspirée de Marie Duplessis, et du roman La Dame aux camélias d'Alexandre Dumas (fils)) a rompu sa relation amoureuse et heureuse avec Alfredo, le cœur brisé, sans lui donner aucune explication, à la demande secrète de son beau père Giorgio Germont, pour arrêter de nuire à la bonne image de leur famille. 
Ce spectacle joyeux et festif de la scène du « Chœur des bohémiennes » (suivit par un chœur de matadors, le Coro dei mattadori) est présenté pour divertir les invités d'une soirée mondaine organisée à Paris chez Flora Bervoix, l'amie de Violetta. Ce chœur de bohémiennes diseuses de bonne aventure entre en scène en dansant et en chantant, avec des paroles qui participent au suspens sur le dénouement alors très improbable de l'intrigue amoureuse mélodramatique entre Alfredo et Violetta. Présent à cette fête, Alfredo, furieux, se sentant profondément trahi, humilié, et meurtri par cette rupture incompréhensible, humilie à son tour publiquement Violetta et son nouvel amant.

## Paroles
| Zingarelle : Noi siamo zingarelle Venute da lontano; D’ognuno sulla mano Leggiamo l’avvenir; Se consultiam le stelle, Consultiam le stelle, Null’avvi a noi d’oscuro, no, Null’avvi a noi d’oscuro, E i casi del futuro Possiamo altrui predir. Se consultiam le stelle, ecc. Su via, si stenda un velo Sui fatti del passato ; Già, quel ch’è stato è stato, Badiamo all’avvenir, ecc | Petites bohémiennes : Nous sommes les bohémiennes qui venons de loin; Sur les mains de chacun nous lisons son avenir. Si nous consultons les astres, Si nous les consultons rien n’est obscur, non rien n’est obscur. Et nous pouvons prévoir à autrui les évènements à venir Si nous consultons les astres etc. Allons, jetons un voile sur les faits du passé Maintenant, ce qui a eu lieu est du passé, ocupons-nous de l’avenir. etc |